# 肯尼迪嶺
肯尼迪嶺（英語：Kennedy Ridge），是南極洲的山嶺，位於維多利亞地的希拉里海岸，處於波特冰川和維爾德納姆冰川之間，長6公里，現時由南極條約體系管理。

## 外部連結
. . United States Geological Survey.   [2013-04-25].
78°24′S 162°8′E / 78.400°S 162.133°E